# Хансен, Бент (футболист)
Бент Хансен (дат. Bent Hansen, 13 сентября 1933, Копенгаген — 8 марта 2001, Гентофте, Копенгаген) — датский футболист, игравший на позиции защитника за клуб «Б-93». Серебряный призёр летних Олимпийских игр 1960 года и участник чемпионата Европы 1964 года национальной сборной Дании.

## Клубная карьера
Во взрослом футболе дебютировал в 1952 году за команду «Б-93», цвета которой и защищал на протяжении всей своей карьеры игрока, продолжавшейся шестнадцать лет. В конце сезона 1956/1957 его команда финишировала последней в высшем дивизионе и вылетела во второй. В 1958 году «Б-93» заняли первое место во второй лиге и вернулись в высший дивизион, где оставались вплоть до сезона 1967 года. Лучшим результатом в чемпионате для Хансена стали два третьих места в 1963 и 1965 годах. В составе сборной Копенгагена три года подряд принимал участие в розыгрышах Кубка ярмарок.

## Карьера в сборной
На протяжении 7 лет Хансен выступал за вторую сборную Дании, проведя пять матчей в составе команды. Дебют в составе сборной состоялся 22 июня 1956 года против Норвегии (3:3), последний матч прошёл 3 июня 1963 года против Финляндии (2:1).
24 сентября 1958 года дебютировал в официальных матчах в составе национальной сборной Дании против ФРГ (1:1). Его единственный гол за сборную был забит 23 сентября 1959 года в первом матче 1/8 отборочного турнира чемпионата Европы против Чехословакии (2:2).
В 1960 году принял участие в летних Олимпийских играх в Риме. Он сыграл во всех матчах группового этапа, который датчане сумели завершить на первом месте, а также полуфинале против сборной Венгрии, который был выигран со счётом 2:0. Финал, состоявшийся 10 сентября на Олимпийском стадионе в Риме, был проигран со счетом 3:1 сборной Югославии.
Помог своей команде квалифицироваться на финальную часть чемпионата Европы 1964 года во Франции. Участвовал в обеих проигранных датчанами играх на этом турнире, который они завершили на четвёртом месте: полуфинальном матче против СССР (0:3) и матче за третье место против Венгрии (1:3 д.в.).
Всего в течение карьеры в национальной команде, длившейся восемь лет, провёл в её форме 58 матчей, забив 1 гол.
Умер 8 марта 2001 года на 68-м году жизни.